# Куперсберг (Пенсилванија)
Куперсберг (енгл. Coopersburg) град је у америчкој савезној држави Пенсилванија.

## Демографија
По попису из 2010. године број становника је 2.386, што је 196 (-7,6%) становника мање него 2000. године.
| Група             | 2000.         | 2010.         |
| Белци             | 2.448 (94,8%) | 2.235 (93,7%) |
| Афроамериканци    | 18 (0,7%)     | 14 (0,6%)     |
| Азијати           | 44 (1,7%)     | 27 (1,1%)     |
| Хиспаноамериканци | 46 (1,8%)     | 84 (3,5%)     |
| Укупно            | 2.582         | 2.386         |